# 이능간
이능간(李凌幹, ? ~ 1357년 7월 21일)은 고려 후기의 문신으로, 본관은 남원(南原)이다.

## 생애
일찍이 충선왕(忠宣王)을 모셨다.
1320년(충숙왕 7) 원에 있던 충선왕이 환관인 임백안독고사(任伯顔禿古思)의 무고로 인해 토번(吐蕃)으로 유배를 가게 되자 호종했으며, 1325년(충숙왕 12) 충선왕이 연경(燕燕)에서 세상을 떠나자 재궁(梓宮)을 모시고 귀국했다.
이듬해 원이 고려에 성(省)을 세우려고 하자 지밀직사사(知密直司事)로서 도첨의찬성사(都僉議贊成事) 김이(金怡)·전영보(全英甫) 등과 함께 황제에게 주청해 그 논의를 저지시켰으며, 그 공으로 일등공신으로 책록되었다.
1330년(충혜왕 즉위년) 도첨의참리(都僉議叅理)를 거쳐 1341년(충혜왕 후 2) 도첨의정승(都僉議政丞)이 되었으며, 이듬해 조적(曺頔)의 난 당시 세웠던 공이 가장 컸음을 인정받아 영천부원군(寧川府院君)에 봉해졌다.
1343년(충혜왕 후 4) 충혜왕(忠惠王)이 원에 잡혀가자 언양군(彥陽君) 김륜(金倫)의 제안으로 재상들 사이에서 충혜왕을 용서할 것을 청하는 글을 올리자는 논의가 일어났는데, 이능간은 다음과 같이 말하며 반대했다.
| “ | 천자가 왕의 무도(無道)함을 듣고 죄를 주었는데, 만약 글을 올려 논주(論奏)한다면 이는 천자의 명이 그르다고 하는 셈인데, 옳겠는가? | ” |

1348년(충목왕 4) 원에 성절사(聖節使)로 파견되어 충혜왕의 시호를 청했으나, 황제가 윤허하지 않았다.
1352년(공민왕 원년) 공민왕(恭愍王)의 서연관(書筵官) 중 한 명이 되었으며, 이후 도첨의좌정승(都僉議左政丞)과 영도첨의사사(領都僉議司事)를 거치고 문하시중(門下侍中)으로 치사했다.